# Stare Polichno (przystanek kolejowy)
Stare Polichno – nieczynny przystanek kolejowy w Lipkach Wielkich, w województwie lubuskim, w Polsce.